# Provincia de Orhon
La aymag de Orhon (en mongol: Орхон аймаг) es una de las 21 aymags (provincias) de Mongolia. Está situada en el norte del país, del cual toma una extensión de 840 kilómetros cuadrados, para una población total de 71.525 habitantes (datos de 2000). Su capital es Erdenet.